# Usine de cigarettes de Furiani
Cet article court présente un sujet plus développé dans : Manufacture corse de tabacs.
L'usine de cigarettes de Furiani est un établissement industriel situé dans la zone industrielle de Furiani, en Corse, spécialisée dans la fabrication des cigarettes. Elle est le siège et l'unique établissement de la Manufacture corse de tabacs (Macotab) depuis sa création en 1961.